# تپه محمدی
تپه محمدی در شهرستان بروجن، بخش گندمان، روستای کنرک علیا واقع شده و این اثر در تاریخ ۸ مرداد ۱۳۸۱ با شمارهٔ ثبت ۶۰۱۰ به‌عنوان یکی از آثار ملی ایران به ثبت رسیده است.